# Transmeta Efficeon

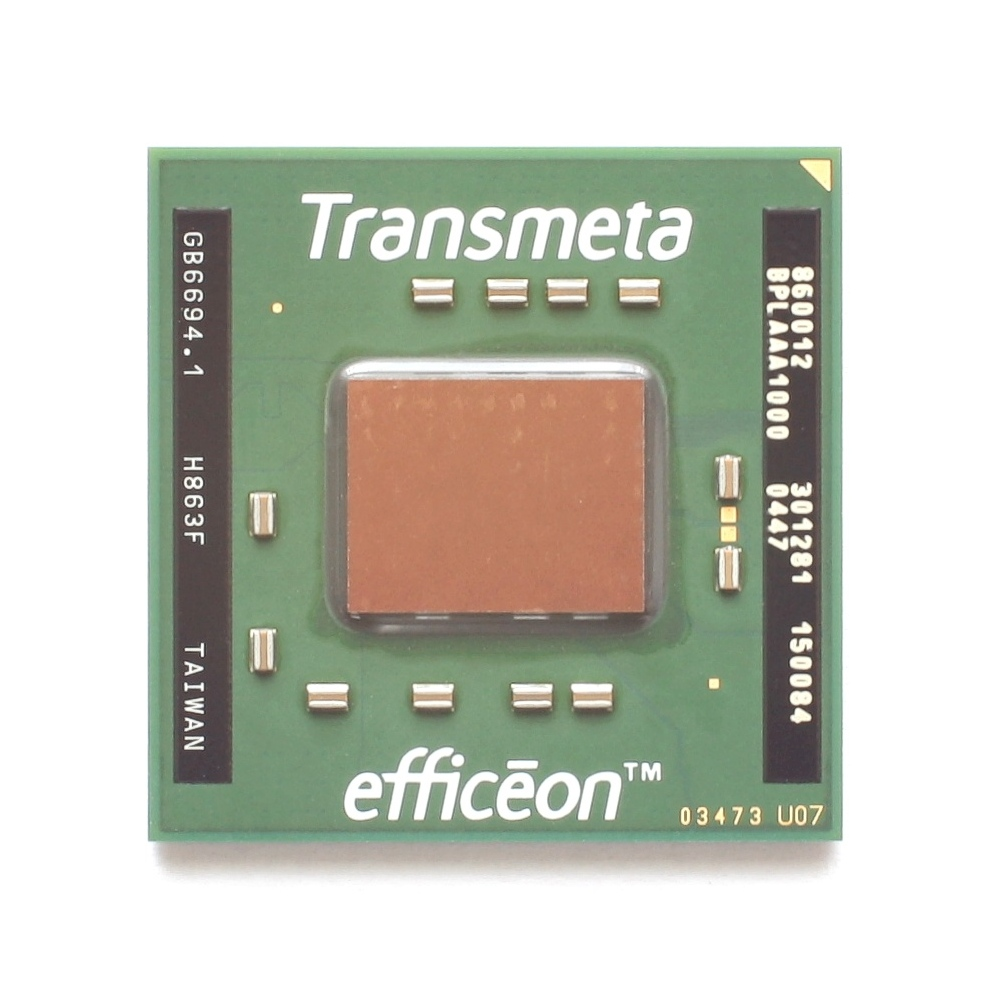
CPU Transmeta Efficeon TM8600.

El Transmeta Efficeon es un microprocesador para las arquitecturas x86 diseñado para aplicaciones de bajo consumo, como Tablet PCs y para competir comercialmente con el Pentium M de Intel. Tiene un diseño VLIW (Very Long Instruction Word), con un tamaño de palabra de instrucción de 256 bits, además de ser compatible con el juego de instrucciones MMX, SSE y SSE2.
En la actualidad se fabrica con una tecnología de 0.13 micras, aunque Transmeta espera bajar esa cifra en breve.

## Modelos
- Efficeon TM8800 Processor
- Efficeon TM8600 Processor
- Efficeon TM8620 Processor

Los modelos únicamente se diferencian en la frecuencia de reloj y el tipo de encapsulado.

## Características
Las características más importantes y comunes de los tres modelos son:
- Como ya se ha dicho un tamaño de palabra de instrucción de 256 bits
- Frecuencias de reloj en torno a 1GHz
- Capacidad para ejecutar 8 instrucciones por ciclo de reloj
- Soporte integrado para memoria DDRAM
- Soporte integrado para el bus  AGP